# Mammoth Mountain

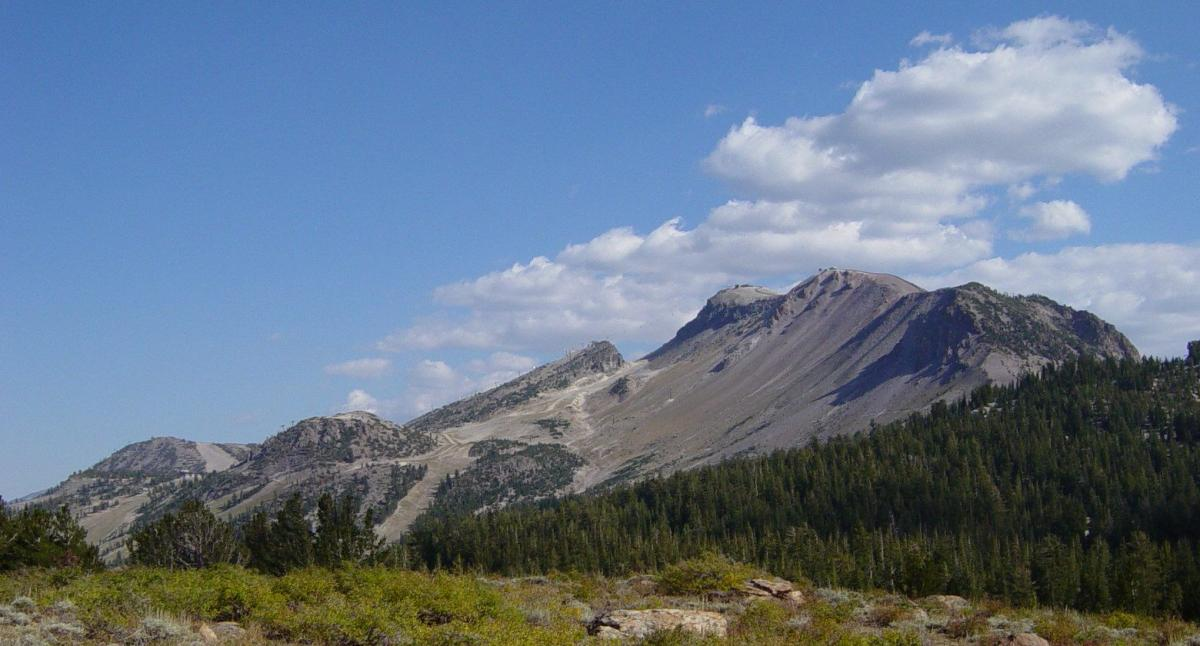
Mammoth Mountain

Mammoth Mountain är en lavadom som ligger nära staden Mammoth Lakes i Sierra Nevada, Kalifornien. På Mammoth Mountain ligger ett skidområde.